# Janoi Donacien
Janoi Denzel Naieme Donacien (ur. 3 listopada 1993 w Castries) – piłkarz z Saint Lucia grający na pozycji obrońcy w klubie Ipswich Town F.C.

## Kariera juniorska
Donacien grał jako junior w Luton Town F.C. (do 2010) i Aston Villa F.C. (2010–2014).

## Kariera seniorska

### Aston Villa F.C.
Donacien był zawodnikiem Aston Villa F.C w latach 2014–2016. Nie wystąpił tam w żadnym spotkaniu.

### Tranmere Rovers F.C.
Donacien został wypożyczony do Tranmere Rovers F.C. 18 sierpnia 2014 na pół roku. Zadebiutował dla nich 30 sierpnia 2014 w meczu z Morecambe F.C. (wyg. 2:1).  W marcu 2015 ponownie go tam wypożyczono, tym razem kontrakt obowiązywał do końca sezonu. Ostatecznie w barwach Tranmere Rovers F.C. Donacien wystąpił 37 razy nie zdobywając żadnej bramki.

### Wycombe Wanderers F.C.
Donaciena wypożyczono do Wycombe Wanderers F.C. 21 sierpnia 2015 na jeden miesiąc. Debiut dla nich zaliczył 22 sierpnia 2015 w zremisowanym 1:1 spotkaniu przeciwko Dagenham & Redbridge F.C.. Swój drugi i ostatni występ zanotował 5 września 2015 w starciu z Hartlepool United F.C. (przeg. 2:1).

### Newport County A.F.C.
Donacien trafił na wypożyczenie do Newport County A.F.C. 24 września 2015 na jeden miesiąc. Zadebiutował dla nich dwa dni później w meczu z Carlisle United F.C. (wyg. 0:1). Jego pobyt w tym zespole przedłużano dwukrotnie – w październiku 2015 na dwa miesiące i w grudniu 2015 do końca tamtego sezonu. Ostatecznie w barwach Newport County A.F.C. Donacien wystąpił 31 razy nie zdobywając żadnej bramki.

### Accrington Stanley F.C.
Donacien przeszedł do Accrington Stanley F.C. 5 sierpnia 2016 za darmo. Debiut dla nich zaliczył dzień później w wygranym 3:2 spotkaniu przeciwko Doncaster Rovers F.C.. Premierowe trafienie do siatki zanotował 29 października 2016 w starciu ze swoim byłym klubem Newport County A.F.C. (przeg. 1:3). 
Donaciena wypożyczono do Accrington Stanley 18 stycznia 2019 do końca sezonu. Łącznie dla tego klubu Donacien rozegrał 112 meczów strzelając jednego gola.

### Ipswich Town F.C.
Donacien został wypożyczony do Ipswich Town F.C. 31 lipca 2018 na cały sezon. Zadebiutował dla nich 4 sierpnia 2018 w meczu z Blackburn Rovers F.C. (2:2). 11 grudnia 2018 Accrington Stanley F.C. przyjęło ofertę definitywnego wykupu Donaciena za 750 tys. £, a sam zawodnik oficjalnie przeniósł się do Ipswich 3 stycznia 2019.

### Fleetwood Town F.C.
Donaciena wypożyczono do Fleetwood Town F.C. 22 stycznia 2021. Debiut dla nich zaliczył dzień później w zremisowanym 0:0 spotkaniu przeciwko Wigan Athletic F.C.. Łącznie dla Fleetwood Town F.C. Donacien rozegrał 19 meczów nie strzelając żadnego gola.

## Kariera reprezentacyjna

### Saint Lucia
Donacien otrzymał pierwsze powołanie do reprezentacji Saint Lucia w czerwcu 2023. Zadebiutował w niej 17 czerwca 2023 w meczu eliminacji do Złotego Pucharu CONCACAF z Martyniką (przeg. 3:1). Ponownie powołano go na październikowe mecze Ligi Narodów CONCACAF rozgrywane przeciwko Gwadelupie. Wystąpił w obu z nich (kolejno wygrana 2:1, zanotował asystę oraz przegrana 2:0).

## Statystyki

### Klubowe
(aktualne na dzień 9 listopada 2023)
| Klub                    | Sezon              | Liga                | Liga  | Liga   | Puchar kraju | Puchar kraju | Puchar ligi | Puchar ligi | Suma  | Suma   |
| Klub                    | Sezon              | Liga                | Mecze | Bramki | Mecze        | Bramki       | Mecze       | Bramki      | Mecze | Bramki |
| ----------------------- | ------------------ | ------------------- | ----- | ------ | ------------ | ------------ | ----------- | ----------- | ----- | ------ |
| Aston Villa F.C.        | 2014/15            | Premier League      | 0     | 0      | 0            | 0            | 0           | 0           | 0     | 0      |
| Aston Villa F.C.        | 2015/16            | Premier League      | 0     | 0      | 0            | 0            | 0           | 0           | 0     | 0      |
| Aston Villa F.C.        | Ogólnie            | Ogólnie             | 0     | 0      | 0            | 0            | 0           | 0           | 0     | 0      |
| Tranmere Rovers F.C.    | 2014/15            | Football League Two | 31    | 0      | 4            | 0            | 2           | 0           | 37    | 0      |
| Tranmere Rovers F.C.    | Ogólnie            | Ogólnie             | 31    | 0      | 4            | 0            | 2           | 0           | 37    | 0      |
| Wycombe Wanderers F.C.  | 2015/16            | Football League Two | 2     | 0      | 0            | 0            | 0           | 0           | 2     | 0      |
| Wycombe Wanderers F.C.  | Ogólnie            | Ogólnie             | 2     | 0      | 0            | 0            | 0           | 0           | 2     | 0      |
| Newport County A.F.C.   | 2015/16            | Football League Two | 29    | 0      | 2            | 0            | 0           | 0           | 31    | 0      |
| Newport County A.F.C.   | Ogólnie            | Ogólnie             | 29    | 0      | 2            | 0            | 0           | 0           | 31    | 0      |
| Accrington Stanley F.C. | 2016/17            | EFL League Two      | 35    | 1      | 2            | 0            | 4           | 0           | 41    | 1      |
| Accrington Stanley F.C. | 2017/18            | EFL League Two      | 45    | 0      | 2            | 0            | 4           | 0           | 51    | 0      |
| Accrington Stanley F.C. | 2018/19            | EFL League One      | 19    | 0      | 1            | 0            | 0           | 0           | 20    | 0      |
| Accrington Stanley F.C. | Ogólnie            | Ogólnie             | 99    | 1      | 5            | 0            | 8           | 0           | 112   | 1      |
| Ipswich Town F.C.       | 2018/19            | EFL League One      | 10    | 0      | 0            | 0            | 1           | 0           | 11    | 0      |
| Ipswich Town F.C.       | 2019/20            | EFL League One      | 13    | 0      | 3            | 0            | 3           | 0           | 19    | 0      |
| Ipswich Town F.C.       | 2020/21            | EFL League One      | 0     | 0      | 1            | 0            | 2           | 0           | 3     | 0      |
| Ipswich Town F.C.       | 2021/22            | EFL League One      | 43    | 0      | 3            | 0            | 2           | 0           | 48    | 0      |
| Ipswich Town F.C.       | 2022/23            | EFL League One      | 38    | 0      | 3            | 0            | 1           | 0           | 42    | 0      |
| Ipswich Town F.C.       | 2023/24            | EFL Championship    | 3     | 0      | 0            | 0            | 1           | 0           | 4     | 0      |
| Ipswich Town F.C.       | Ogólnie            | Ogólnie             | 107   | 0      | 10           | 0            | 10          | 0           | 127   | 0      |
| Fleetwood Town F.C.     | 2020/21            | EFL League One      | 19    | 0      | 0            | 0            | 0           | 0           | 19    | 0      |
| Fleetwood Town F.C.     | Ogólnie            | Ogólnie             | 19    | 0      | 0            | 0            | 0           | 0           | 19    | 0      |
| Ogólnie w karierze      | Ogólnie w karierze | Ogólnie w karierze  | 287   | 1      | 21           | 0            | 20          | 0           | 328   | 1      |

### Reprezentacyjne
(aktualne na dzień 9 listopada 2023)
| Reprezentacja | Rok     | Mecze | Bramki |
| ------------- | ------- | ----- | ------ |
| Saint Lucia   | 2023    | 3     | 0      |
| Ogólnie       | Ogólnie | 3     | 0      |

| Mecze i gole w reprezentacji | Mecze i gole w reprezentacji | Mecze i gole w reprezentacji | Mecze i gole w reprezentacji | Mecze i gole w reprezentacji | Mecze i gole w reprezentacji | Mecze i gole w reprezentacji | Mecze i gole w reprezentacji    |
| Saint Lucia                  | Saint Lucia                  | Saint Lucia                  | Saint Lucia                  | Saint Lucia                  | Saint Lucia                  | Saint Lucia                  | Saint Lucia                     |
| Lp.                          | Data                         | Miejsce                      | Gospodarz                    | Gość                         | Wynik                        | Gol                          | Rozgrywki                       |
| ---------------------------- | ---------------------------- | ---------------------------- | ---------------------------- | ---------------------------- | ---------------------------- | ---------------------------- | ------------------------------- |
| 1.                           | 17.06.2023                   | Rivière-Pilote               | Saint Lucia                  | Martynika                    | 1:3                          |                              | el. do Z. P. CONCACAF 2023      |
| 2.                           | 13.10.2023                   | Gros Islet                   | Saint Lucia                  | Gwadelupa                    | 2:1                          |                              | Liga Narodów CONCACAF 2023/2024 |
| 3.                           | 15.10.2023                   | Sainte-Anne                  | Gwadelupa                    | Saint Lucia                  | 2:0                          |                              | Liga Narodów CONCACAF 2023/2024 |

## Sukcesy

### Accrington Stanley F.C.
- EFL League Two (1×): 2017/2018

### Ipswich Town F.C.
- EFL League One (1×): 2022/2023